# Baudouin de Condé
Baudouin de Condé est un ménestrel et un poète du XIIIe siècle. 

## Œuvre
Né dans le Hainaut au début du XIIIe siècle, Baudouin de Condé est un ménestrel attaché à la cour de Marguerite II, comtesse de Flandre, morte en 1280. Son activité littéraire a lieu entre 1240 et 1280.
Son fils, Jean de Condé, est également ménestrel et poète.
De l’œuvre poétique de Baudouin de Condé, sont conservés 24 dits en vers octosyllabiques, d’inspiration morale, allégorique ou religieuse. Plusieurs sont consacrés aux chevaliers et leur rappellent leurs devoirs.
- Li Contes dou pel ou Dit de Tunis, 458 vers : poème à la gloire des croisades, écrit après la croisade du roi de France Louis IX en 1270. Il porte le titre de Dit de Thunes (Tunis) dans le manuscrit 3142 de la bibliothèque de l'Arsenal où il est illustré d'une miniature représentant le siège de Tunis en 1270 (f. 309 v°)[2]
- Li Contes dou wardecos (Conte du garde-corps), 312 vers
- Li Contes dou pellican, 328 vers : le sacrifice de Jésus est comparé à celui du pélican qui ressuscite ses petits en leur donnant son sang et sa chair
- Li Contes du baceler (Dit du bachelier : jeune noble), 436 vers
- Li Contes dou dragon, 420 vers : le médisant y est comparé à un dragon qui lèche et empoisonne à la fois
- Li Contes dou mantiel ou Li mantiauz d’amour, 236 vers
- Li Contes dou preudome (Conte du prudhomme), 192 vers
- Li Contes d’envie, 314 vers
- Li Contes d’amour ou Dit d’amour, 346 vers
- Li Contes de la rose, 399 vers : poème sur l'amour malheureux
- Uns exemples de le mort : I. Vers de la char; II. Des mondes et des mondés; III. Li dis du fust; IV. Uns autres dis d'amours fines : 42, 18, 34 et 46 vers
- Li Contes des hiraus, 636 vers : récit satirique qui décrit l’antagonisme entre les hérauts et les ménestrels, avec une dimension auto-parodique et une satire discrètement anti-chevaleresque[3].
- Li Contes de gentilleche (Conte de gentillesse, c’est-à-dire de noblesse), 140 vers
- Dit de la pomme, 12 vers
- Ave Maria, poème de 7 douzains d’octosyllabes
- Li Contes de l’aver (Conte de l’avare), 252 vers
- Li troi mort et li troi vif, 164 vers : un des plus anciens poèmes conservés sur le thème du Dit des trois morts et des trois vifs, où trois jeunes nobles rencontrent sur la route trois morts qui leur rappellent l’inéluctabilité du destin et de la mort
- Contes de l’olifant (Conte de l'éléphant), 306 vers
- Voie de paradis, 796 vers : voyage allégorique dans l’au-delà, sous forme d’un rêve. Le pèlerin rencontre au carrefour du choix un ermite qui lui enjoint la pénitence ; il emprunte une route semée d’épreuves et parvient enfin à la demeure de Satisfaction d’où il sera emporté au Paradis
- Li Vers de droit, 50 douzains octosyllabiques
- Li Prisons d’amours, 3131 vers.

Ces poèmes sont conservés principalement dans 7 manuscrits, copiés parfois avec ceux de son fils Jean de Condé :
- Bruxelles, Bibliothèque royale de Belgique, Ms. 9411-26, f. 111-141[4].
- Paris, Bibliothèque nationale de France, Arsenal, Ms. 3142, f. 300-319 et Ms. 3524, f. 7-49.
- Paris, Bibliothèque nationale de France, Ms. français 1446, f. 115-150 et Ms. français 1634, f. 50-76.
- Turin, Biblioteca nazionale Universitaria, Ms. L. V. 32, f. 67-96.

### Éditions
- Dits et contes de Baudouin de Condé et de son fils Jean, d'après les manuscrits de Bruxelles, Turin, Rome, Paris et Vienne et accompagnés de variantes et de notes explicatives, éd. Auguste Scheler, Bruxelles, Devaux, 1866-1867 ; en ligne sur le site Canadian Libraries.

### Études
- Willy van Hoecke, L'œuvre de Baudouin de Condé et le problème de l'édition critique, doctorat, Université catholique de Louvain, 1970.
- Jean-Charles Seigneuret, « Baudoin de Condé » dans Dictionnaire des lettres françaises : le Moyen Âge, éd. Geneviève Hasenohr et Michel Zink, Paris, Fayard, 1992, p. 131-132
- Saverio Panunzio, Baudoin de Condé, ideologia e scrittura, Fasano, Schena (Biblioteca della ricerca, Medio Evo di Francia, 3), 1992.